# Thomas Kugler
Thomas Kugler (* 21. August 1998) ist ein deutscher American-Football-Spieler auf der Position des Defensive Backs.

## Werdegang
Kugler begann 2012 bei den Allgäu Comets mit dem American Football. In seiner Jugend wurde er regelmäßig in die bayerische Landesauswahl Warriors berufen. Er stand auch im Blickfeld des Junioren-Nationalteams, doch konnte er krankheitsbedingt am Camp, aus dem sich der erweiterte Kader formierte, nicht teilnehmen. 2017 wurde er mit den Comets bayerischer U19-Meister. Anschließend debütierte er in der GFL auf Herrenebene. Zur GFL-Saison 2018 wurde er von Beginn an als Cornerback in den Herrenkader aufgenommen. In sieben Spielen verzeichnete er 18 Tackles, eine Interception und sechs Pass-Break-ups.
Aufgrund seines Studiums in Innsbruck wechselte Kugler 2019 zu den Swarco Raiders. In seinem ersten Jahr gewann er mit den Raiders den CEFL-Bowl sowie die österreichische Meisterschaft. Nachdem die Raiders 2020 nicht am Spielbetrieb teilgenommen hatten, gewannen sie im Jahr darauf erneut die Austrian Bowl. Kugler trug als teaminterner Tackle Leader zu diesem Erfolg bei.
Zur Saison 2022 traten die Innsbrucker unter dem Namen Raiders Tirol mit ihrer besten Mannschaft der European League of Football bei. Auch Kugler wurde in den ELF-Kader befördert. Er kam als Reservespieler in der Defense sowie in den Special Teams zum Einsatz. Mit den Raiders erreichte er das Halbfinale, das jedoch gegen die Hamburg Sea Devils verloren ging. Im Januar 2023 gaben die Raiders die Verlängerung mit Kugler für die ELF-Saison 2023 bekannt.

## Statistiken
| Jahr                            | Team          | Spiele | Starts | Tackles | Tackles | Tackles | Tackles | Tackles | Passverteidigung | Passverteidigung | Passverteidigung | Passverteidigung | Passverteidigung | Fumbles | Fumbles | Fumbles |
| Jahr                            | Team          | Spiele | Starts | Total   | Solo    | Ast     | TFL     | Sack    | INT              | Yds              | TD               | BrUp             | PD               | FF      | FR      | TD      |
| ------------------------------- | ------------- | ------ | ------ | ------- | ------- | ------- | ------- | ------- | ---------------- | ---------------- | ---------------- | ---------------- | ---------------- | ------- | ------- | ------- |
| European League of Football     |               |        |        |         |         |         |         |         |                  |                  |                  |                  |                  |         |         |         |
| 2022                            | Raiders Tirol | 12     | 0      | 7       | 6       | 1       | 0,0     | 0,0     | 0                | 0                | 0                | 0                | 0                | 0       | 0       | 0       |
| 2023                            | Raiders Tirol | 9      | 1      | 17      | 10      | 7       | 1,0     | 0,0     | 0                | 0                | 0                | 1                |                  | 0       | 0       | 0       |
| ELF Gesamt                      | ELF Gesamt    | 21     | 1      | 24      | 16      | 8       | 1,0     | 0,0     | 0                | 0                | 0                | 2                | 0                | 0       | 0       | 0       |
| Quellen: sportsmetrics.football |               |        |        |         |         |         |         |         |                  |                  |                  |                  |                  |         |         |         |

## Sonstiges
Kugler studierte an der Universität Innsbruck Wirtschaft und Recht.